# Густаво Бланко Лещук
Густаво Есек'єль Бланко Лещук (ісп. Gustavo Exequiel Blanco Leschuk; нар. 5 листопада 1991 року, Лас-Ерас, Мендоса, Аргентина) — аргентинський футболіст українського походження, нападник клубу «Естеґлал».

## Клубна кар'єра
Густаво — вихованець футбольної школи аргентинського клубу «Арсенал» із міста Саранді. Його дебют відбувся 8 березня 2011 року в матчі проти «Індепендьєнте». Свій перший гол у найвищій аргентинській лізі він забив 11 червня 2011 року в матчі проти «Колона». 2012 року був орендований командою «Депортіво Мерло».
У лютому 2014 року Густаво Бланко Лещук підписав контракт з «Анжі». Після закінчення сезону покинув клуб, жодного разу не з'явившись на полі у складі основної команди.

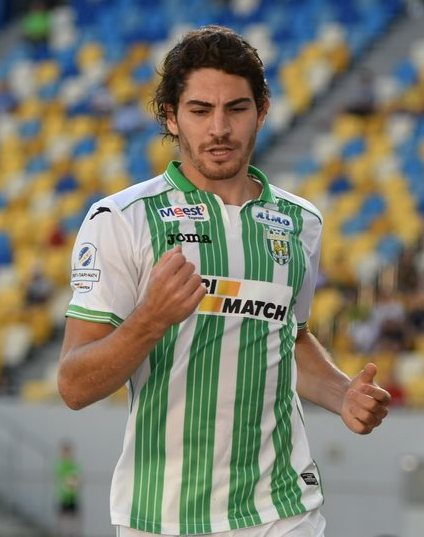
Густаво Бланко Лещук під час виступів за «Карпати». 28 серпня 2016 року.

У 2014—2015 роках грав за марокканський «Відад». У сезоні 2015 року форвард грав за шведський клуб «Ассиріска ФФ» із місцевого другого дивізіону. Він зіграв за команду в чемпіонаті 25 матчів і забив 10 голів.
У лютому 2016 року як вільний агент став гравцем львівських «Карпат». 5 березня 2016 року дебютував в чемпіонаті України у грі проти одеського «Чорноморця». Перший гол за «Карпати» забив 23 квітня 2016 року в матчі проти «Говерли». За перших три місяці перебування в клубі він зіграв 9 матчів і забив 2 голи. 23 липня 2016 року аргентинець відкрив рахунок своїм голам у новому сезоні вже в матчі 1-го туру чемпіонату України проти дніпродзержинської «Сталі», двічі вразивши ворота суперника. В 4-му турі відзначився у воротах донецького «Шахтаря» (2:3), а у другому матчі в 15-му турі проти гірників заробив пенальті.
Всього за 17 матчів у першому колі сезону 2016/17 Густаво Бланко Лещук забив 7 голів і зробив 4 результативні передачі, ставши найкращим футболістом УПЛ за системою гол+пас.
У січні 2017 року, за півроку до завершення контракту з «Карпатами», за які в 28-ми матчах забив 9 голів та віддав 4 гольові передачі, за 400 000 $ + бонуси перейшов до лав донецького «Шахтаря», підписавши контракт на 3,5 року. Дебютував за гірників 16 лютого 2017 року в матчі 1/16 фіналу Ліги Європи УЄФА 2016/17 з іспанським клубом «Сельта», в якому відзначився голом на 26-й хвилині і був визнаний найкращим гравцем матчу. Втім основним гравцем у донецькому клубі Густаво стати не зумів, програючи конкуренцію своєму співвітчизнику Факундо Феррейрі.
8 серпня 2018 року Бланко Лещук був відданий в оренду до кінця сезону клубу іспанської Сегунди «Малага».

## Сім'я
Має молодшого брата Івана Бланко Лещука, який виступає за аргентинський «Арсенал».

## Досягнення
- Чемпіон Аргентини: 2012 (Клаусура)

«Шахтар»
- Чемпіон України: 2016-17, 2017-18
- Володар Кубка України: 2016-17, 2017-18
- Володар Суперкубка України: 2017